# خرم أباد (اسفندار)
خرم أباد (بالفارسية: خرم‌آباد) هي قرية تقع في إيران في قسم اسفندار الريفي. يقدر عدد سكانها بـ 756 نسمة .